# 絶滅
絶滅（ぜつめつ）とは、一つの生物種の全ての個体が死ぬことによって、その種が絶えること。種全体に対してではなく個体群に対して用いることもある。ただし野生のものも含めて全ての個体の死亡を確認するのは難しく、絶滅したとされた種の個体が後になって生存を確認されることもある。
また、国際自然保護連合（IUCN）が定めたレッドリストのカテゴリーである「Extinct」の訳語としても用いられる。

## 概説
生物の個体はそれぞれある程度の遺伝子を共有する複数個体からなる集団に属し、一つの遺伝子プールを持っている。この集団を繁殖可能集団、デーム、あるいは個体群という。生物種は個体群そのものである場合もあり、複数の個体群で構成されている場合もある。おのおのの個体群内で生殖が行われ、次世代の個体が生み出される。したがって、ある個体が死んでもその集団は存続するが、その集団に属する全個体が死んだ場合、その集団は消滅する。その場合、近縁であっても異なった集団は別の遺伝子プールを持つ集団であるから、失われた集団と同じものを復元することができない（ただし、絶滅を回避できても個体が激減している場合はやはり以前と同じ遺伝子プールを復元することはほぼできない）。これが絶滅であり、絶滅は不可逆的な現象である。
絶滅が心配される状態にある種を絶滅危惧種という。現代では人為的な圧力によって多くの種が絶滅危惧となっており、すでに絶滅したものも多い。絶滅は生物多様性の著しい低下であるから、それを避けるべく、そのような種には保護や配慮がなされるようになっている。そのために、絶滅危惧種をリストアップし、その状況を調査報告したレッドデータブックが刊行されている。
絶滅危惧種の保護のひとつとして、飼育下で増殖をはかる例も多い。その結果、飼育下の個体だけが残る場合もある。そのような状況下で野生個体がいなくなったと判断された場合には、野生個体が絶滅（野生絶滅）、といった表現をする場合もある。野生個体が絶滅した例としてはウマ・シフゾウ・ヒトコブラクダ・日本のトキがある。
ガラパゴス諸島のピンタ島では1971年にピンタゾウガメ最後の一頭が捕獲されて以降全く新個体が発見されていないため、野生個体群は絶滅したと考えられている。最後の個体はそれ以来ダーウィン研究所で飼育され、「ロンサム・ジョージ（ひとりぼっちのジョージ）」と呼ばれていたが、2012年6月24日に死亡した。一頭のみでは繁殖はできないことから、最後の個体(エンドリング)が捕獲された時点で野生個体群の絶滅とともに種そのものの絶滅は確定していた。
ただし、遺伝的多様性の視点から見れば、種の絶滅だけが特別な出来事ではない。個体数の減少は遺伝的多様性の低下をもたらす。失われた遺伝的多様性は、仮に少数の個体が生き延びることで種が存続したとしても取り戻すことがほぼできない。そのため保全生態学などでは遺伝的多様性を維持するための最低限の個体数研究などが行われている。なお、クローン技術によって一時的に復活した絶滅種もある（ヤギの亜種・ブカルドなど）。

## 絶滅の確認
本当に絶滅したかどうかを確認することは難しい。
絶滅と判断された生物がのちに発見される例がある。有名な例ではオーストラリアのフクロオオカミは1930年に野生個体と飼育個体の死が確認された時点で絶滅したと判断されたが、1933年に野生個体が捕獲され、3年後に死亡している。それ以降確実な記録はなく絶滅したと考えられてはいるものの、不確実な目撃報告などは断続的にある。ニホンオオカミも、絶滅していると考えられてはいるが、時折目撃例が発表される。
また、実際に生息が確認される例がある。ロードハウナナフシはその最も顕著な事例である。小笠原諸島の固有亜種であるカドエンザガイ（貝類）は長らく絶滅したと考えられており、環境省のレッドリストでも初版（1991年発行）及び改訂版（2000年発行）でもカテゴリー「絶滅（種）」で掲載されていた。しかしながら、後に生息が確認され、2007年に発行されたレッドリストではカテゴリー「絶滅危惧I類」に修正されている。
一方、最初からその種が存在しなかったのではないか、とされるケースもある。ミヤコショウビンは1887年に宮古島で一羽捕獲され、それを元に新種記載されたが、その後一切の捕獲例がなく、絶滅したものといわれているが、実はミクロネシア産のアカハラショウビンが迷鳥としてたまたま飛来したもの、あるいは標本の保存中の事故で混乱した結果ではないかとの説がある。クマムシ類のオンセンクマムシは温泉から発見されたこと、単独で一綱を立てられている等、特異な種であるが、これもその後個体が確認されていない上、標本の現物も残っておらず、近年類似種が見つかってはいるものの、現状では疑問視されている。また近年、絶滅したと考えられていたタスマンアオツラカツオドリのDNAが、近縁種と考えられていたアオツラカツオドリのDNAと一致し、同一種であると判明した。これは、考古学者が雌の化石と雄の骨を区別せずに比較していたために起こったことである。

## 地質時代の絶滅
地球の歴史を調べれば、時代によってさまざまな生物が生存していたことがわかる。これは言い換えれば、さまざまな生物が過去に絶滅してきたことを意味する。地質時代の時代区分は、基本的に化石資料によって決まっているので、時代区分でそういった生物の絶滅が起こっているわけである。ただし、それがその個体群の絶滅を意味するのか、進化によって形が変わったことを意味するのかは判断の難しいところではある。
さまざまな化石資料によると、そういった散発的な絶滅とは異なり、多くの分類群にまたがる、大規模な絶滅が起こった時代があることがわかっている。中生代白亜紀の末に恐竜が全滅したことは有名だが（K-T境界）、このとき、海中でもアンモナイト・イクチオサウルス・プレシオサウルスなど、多数の分類群が絶滅している。理由として、小惑星衝突説、被子植物繁茂説など諸説紛々としている。また、古生代ペルム紀末の大絶滅（P-T境界）は、それよりも規模の大きいものだったと言われる。原因は気候の大きな変動とも言われるが、詳細は不明な点が多い。
多くの動物化石に見られる傾向として、時間を追って次第に多様化し、たいていは大型化し、角があればそれも立派になり、その頂点でその系統がほとんど死滅するような型がいくつもの分類群に見られる。テオドール・アイマーはこれを生物自身に一定方向へ進化する性質が生まれると、自分でも止められなくなり、絶滅に向かうのだと考え、「定向進化説」を唱えた。

## 有史以降における絶滅
有史以降の生物の絶滅は、人間の活動が原因となる場合が多い。特に大航海時代以降、人や物品の移動が大きくなってからは世界的な規模で起こるようになった。もっとも、西洋人の影響のないところでも、ニュージーランドでジャイアントモアなどの鳥類が絶滅している。
絶滅に至る過程やその原因はさまざまである。直接の狩猟の対象となって全滅に至ったもの（ステラーダイカイギュウ・リョコウバト・オオウミガラスなど）、害獣駆除などの名目で殺されたもの（フクロオオカミ、ニホンオオカミなど）、ペット用に乱獲されたもの（ゴクラクインコ、ミイロコンゴウインコなど）人間が持ち込んだ他種の生物の影響によるもの（ドードー・スティーブンイワサザイなど）、人間の影響で生息環境を壊されたもの（クニマスの田沢湖個体群・ガルハタネズミ・ブランブルケイメロミスなど）などその理由はさまざまであり、また複合した原因によることも少なくない。もちろん原因不明のものも数多く存在する。野生ウマの一種ターパンは、生息地近くの牧場から家畜の雌ウマを連れて行き自分のものにした結果、害獣として殺されるとともに家畜ウマとの混血が進んで絶滅した。
海洋島や独立した水系では、環境に特化した固有種により安定した生態系が維持されていることがあり、些細なきっかけで生態系のバランスが崩れる場合がある。他の場所から生物（特にネコ・ネズミなど）が持ち込まれることで、在来の固有種がほとんど全滅に近い被害を受ける（あるいは本当に全滅する）場合があり、注意を要する。また、亜種レベルの差異ならば他の亜種との交配が可能であり、「自然を回復させる」との名目で他の場所から生物を持ち込むことは、多様性を失わせて亜種を消滅させることにもなりかねず、却って種の保全にはマイナスともいえる事態を引き起こす場合もある。
また、最近は伐採等による熱帯雨林の減少・細分化が顕著となっている。そこに生息する動植物については、研究が進むにつれて予想を遙かに超える多様性が指摘されていることから、その多くが知られることもなく絶滅しているのではないかと懸念されている。

## 島嶼生態学において
島嶼生物学では、絶滅は当然起こるべき現象と見なされる場合がある。マッカーサーとウィルソンは、島が小さく、島が離れているほど種数が少ないという現象を取り上げ、これを説明するためにどのような個体群もある確率で絶滅するのだと考えた。そして絶滅の確率には個体群の大きさが深く関わっており、これが小さいほど絶滅率も高くなるとしている。また、絶滅しないものは、当然そうなりにくいような適応をしているはずであるという点から、r選択やK選択の考えを提示し、これが後にr-K戦略説へと発展した。